# Мат, сын Матонви
В валлийской мифологии Мат ваб Матонви, также называемый Мат ап Матонви (Мат, сын Матонви) был королём Гвинеда. Ему было необходимо держать свои ступни на коленях девственницы, если он не на войне, или он умрет. История Мата — четвёртая книга из Четырех ветвей Мабиноги.
В его честь назван кратер Мат на спутнике Юпитера Европе.

## Мабиноги Мата

### Мат обманут племянниками
Племянник Мата Гилвайтви влюбился в Гоэвин, девушку, предназначенную держать ступни Мата. Маг Гвидион (брат Гилвайтви) составил план, чтобы добраться до Гоэвин. Гвидион рассказал дяде о новых для Уэльса животных, свиньях, и как получить их у владельца, Придери из Диведа. Он взял группу мужчин, включая своего брата, в Кередигион, где они представились бардами, чтобы встретиться с Королём Придери.
Гвидион был умелым рассказчиком (cyfarwydd) и развлекал своими историями двор. Очаровав короля, он предложил обменять свиней на нескольких коней и собак, которых создал при помощи магии. Придери согласился на сделку, и Гвидион со своими людьми забрал свиней с собой в Гвинед, но его обман был обнаружен, и Придери объявил Гвинеду войну. Когда Мат уехал на битву, Гилвайтви изнасиловал Гоэвин.
Война окончилась, когда Гвидион убил Придери в поединке. После возвращения в свой замок, Король Мат обнаружил, что больше не может держать ступни на коленях Гоэвин, так как она теперь не девственница. Он взял её в жены, чтобы защитить её честь, а затем наказал племянников, превратив их на год в пару оленей. Затем он превращает их в диких свиней на следующий год, и в волков на ещё один. Через эти три года у них было трое детей: Хиддин («олененок»), Хикдин («поросенок») и Бледдин («волчонок»).

### Гвидион и его племянник
После завершения наказания Мат попросил совета племянников по поводу поисков новой девственницы для его ног. Гвидион предложил свою сестру, Арианрод. Однако Арианрод не была девственницей, и когда она переступила через жезл Мата для доказательства своей невинности, то тут же произвела на свет сына. Оставив дитя, она в стыде убежала, уронив «комок плоти», который унес Гвидион и спрятал в сундук. Когда Гвидион позже открыл сундук, то обнаружил, что комок плоти превратился во второго ребёнка.
Первый сын Арианрод был назван Матом при крещении Диланом. Как только Дилан соприкоснулся с водой, он уплыл в море. Поскольку Дилан двигался в воде так же совершенно, как рыбы, он был охарактеризован как морское создание и получил прозвище Айлмор, «сын волны».
Безымянный второй ребёнок рос намного быстрее обычных детей. Они с Гвидионом очень привязались друг к другу. Через четыре года Гвидион взял с собой мальчика к его матери. Но Арианрод все ещё злилась из-за своего унижения при дворе Мата, и наложила на ребёнка проклятие, согласно которому он никогда не получит имени, если она сама не назовет его. Чтобы обманом заставить Арианрод дать сыну имя, Гвидион превращает себя и ребёнка в сапожников, и они делают туфли для Арианрод. Пока матери подгоняют туфли по размеру, мальчик швыряет камнем в птицу и убивает её. Арианрод замечает: «Светловолосый умело стреляет», тем самым дав ему имя, Ллеу Ллау Гифес («светловолосый с умелой рукой»).
Когда обман раскрывается, Арианрод говорит, что мальчик не получит оружия, пока она сама не вооружит его. Прошло время, и Ллеу вырос большим и сильным. Гвидион снова преображает себя и племянника, на этот раз выдавая себя за бардов, и так же, как когда-то у Короля Придери, развлекает рассказами двор Арианрод. Утром Гвидион заставляет Арианрод поверить, что замок атакуют. Следуя его совету, она вооружает Ллеу Ллау Гифеса, которого Гвидион назвал умелым воином. Как только она делает это, Гвидион раскрывает ей правду.
В гневе из-за очередного обмана Арианрод в третий раз проклинает Ллеу, сказав, что у него никогда не будет жены из людского рода. Тем временем Мат начал симпатизировать Гвидиону, и вместе чародеи создали для Ллеу жену из цветов дуба, таволги и ракитника и оживили её, назвав Блодейвед («цветочное лицо»).

### Ллеу и Блодейвед
Однажды, когда Ллеу уезжал из дома навестить Мата, Блодейвед увидела мужчину по имени Грону Пебир, проезжающего мимо, и пригласила его войти (так как с её стороны было бы грубым не сделать этого). Они влюбились друг в друга и сговорились убить Ллеу. Блодейвед выведала у Ллеу, как он может быть убит: стоя одной ногой на котле с водой, а второй на козе (котел должен был находиться на берегу реки, но под крышей) копьём, закаленным ровно год, во время воскресной мессы.
Годом позже она уговорила Ллеу показать ей странную позицию, в которой он может быть убит. Ничего не подозревая, он послушался её. Поджидавший его Грону швырнул в Ллеу сделанное для этого копьё. Но вместо того, чтобы умереть, Ллеу превратился в орла и улетел, раненый. Грону же получил Блодейвед и земли Ллеу. Гвидион отправился искать племянника и, следуя за свиньёй, нашёл его (всё ещё в облике орла) на вершине дуба у озера. Он сзывает Ллеу с дерева, пропев энглин, известный как энглин Гвидиона, превращает Ллеу обратно в человека и исцеляет его с помощью Мата. Ллеу принимает решение отомстить Грону и жене.
Блодейвед узнает об этом и убегает, забрав с собой своих служанок, но они так испуганы, что начинают пятиться, чтобы убедиться, что сзади никто не нападет. В конце концов они падают в озеро и выживает только Блодейвед. Гвидион берет её в плен и вместо того, чтобы убить, превращает в сову.
Грону предлагает Ллеу деньги или землю в качестве платы, но Ллеу устроит только одно решение: он бросит в Грону копьё так же, как был атакован сам. Грону соглашается с условием, что между ним и Ллеу будет камень. Тем не менее, Ллеу пробивает копьём камень и убивает Грону. После этого он возвращается в свои земли, а впоследствии занимает место Мата в качестве короля Гвинеда.